# Guglielmo Marconi
Pour les articles homonymes, voir Marconi et Guglielmo Marconi (homonymie).
Guglielmo Marconi, né le 25 avril 1874 à Bologne et mort le 20 juillet 1937 à Rome, est un physicien, inventeur et homme d'affaires italien. Il est considéré comme l’un des inventeurs de la radio et de la télégraphie sans fil.
Avec Ferdinand Braun, il est colauréat du prix Nobel de physique de 1909 « en reconnaissance de ses contributions au développement de la télégraphie sans fil ». Il est le fondateur de la première compagnie internationale de radiodiffusion. La Cour suprême des États-Unis décida, en 1943, qu'un des brevets qui avait permis à Marconi d’obtenir le prix Nobel était invalidé par un brevet antérieur qui était l’œuvre de Nikola Tesla.

## Biographie
Guglielmo Giovanni Maria Marconi  naît près de Bologne dans une famille aisée, second fils de Giuseppe Marconi, un notable italien, grand propriétaire terrien à Porretta Terme, et d'Annie Jameson, une héritière irlandaise, petite-fille du fondateur de la distillerie Jameson Irish Whiskey. Il fait ses études à Bologne dans le laboratoire d'Augusto Righi, à Florence, à l'Institut Cavallero et plus tard, à Livourne. Enfant, il ne travaille pas bien à l'école. Baptisé selon le rite de l'Église catholique romaine, il est aussi membre de l'Église anglicane, au sein de laquelle il se marie, bien qu'il ait obtenu une annulation catholique de son mariage.
En 1895, il fait des expériences sur les ondes découvertes par Heinrich Rudolf Hertz sept ans auparavant. Il reproduit le matériel utilisé par Hertz en l'améliorant avec un cohéreur de Branly pour augmenter la sensibilité et l'antenne d'Alexandre Popov. Après ses toutes premières expériences en Italie, il réalise dans les Alpes suisses à Salvan une liaison télégraphique de 2,4 km (1,5 mille terrestre) durant l'été 1895. Cette expérimentation a toutefois été mise en doute du côté italien avant d'être officiellement reconnue par l'Union internationale des télécommunications (« Patrimoine des télécommunications » UIT) en septembre 2008,.
À l'automne 1895, Marconi vient proposer ses services à l'État italien, que refuse le ministre italien des Postes et Télégraphes, Salvatore Sineo. Aussi c'est en Grande-Bretagne que l'inventeur trouve les soutiens qui vont lui permettre de mener à bien ses expériences et de fonder la compagnie Marconi.

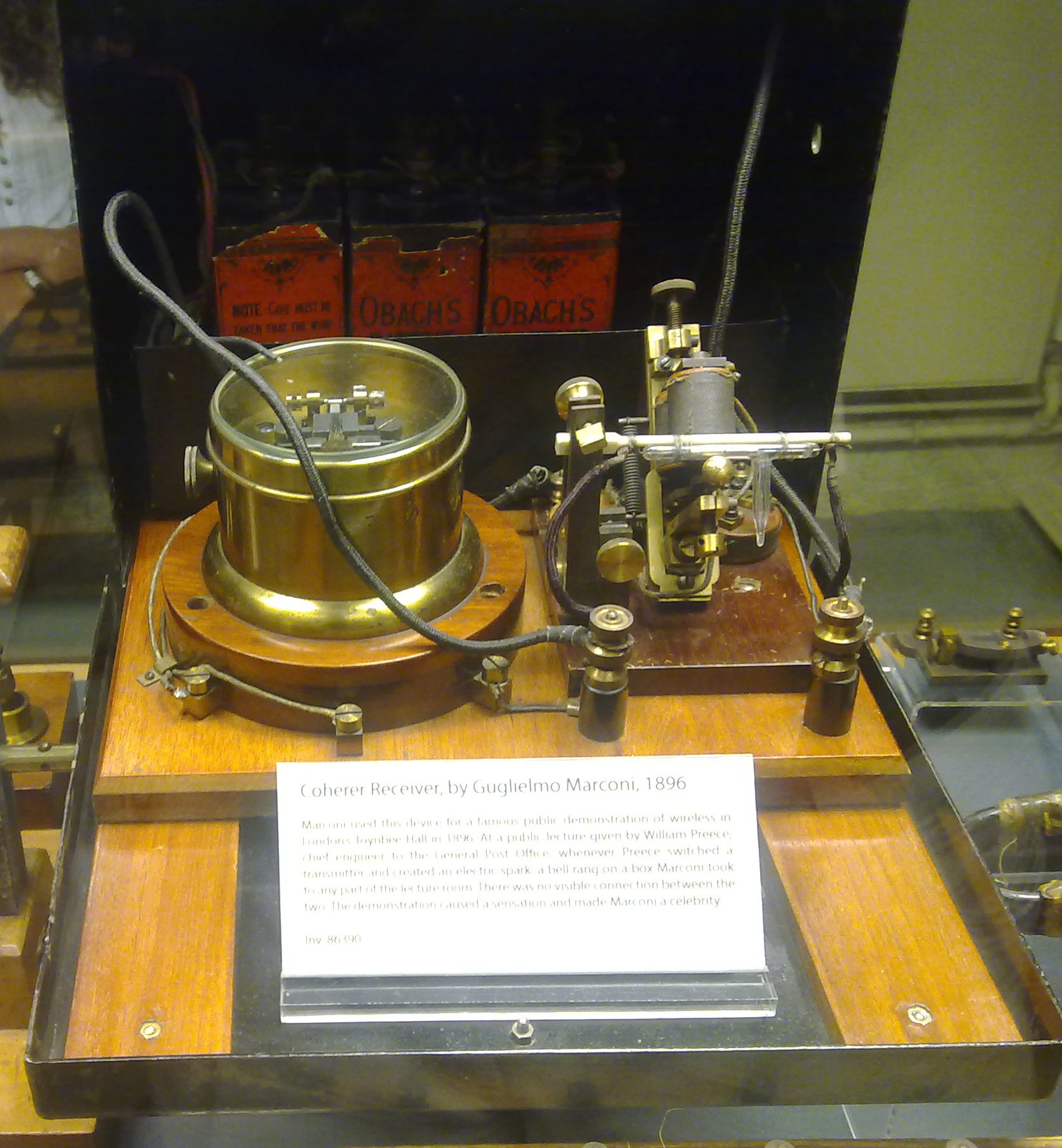
Un des premiers récepteurs cohéreurs de Marconi (1896) dans sa boîte de démonstration au musée de l'Histoire de la science à Londres.

En 1896, faute d'être suivi par ses compatriotes, il part pour le Royaume-Uni, où il poursuit ses expériences et dépose un premier brevet. 

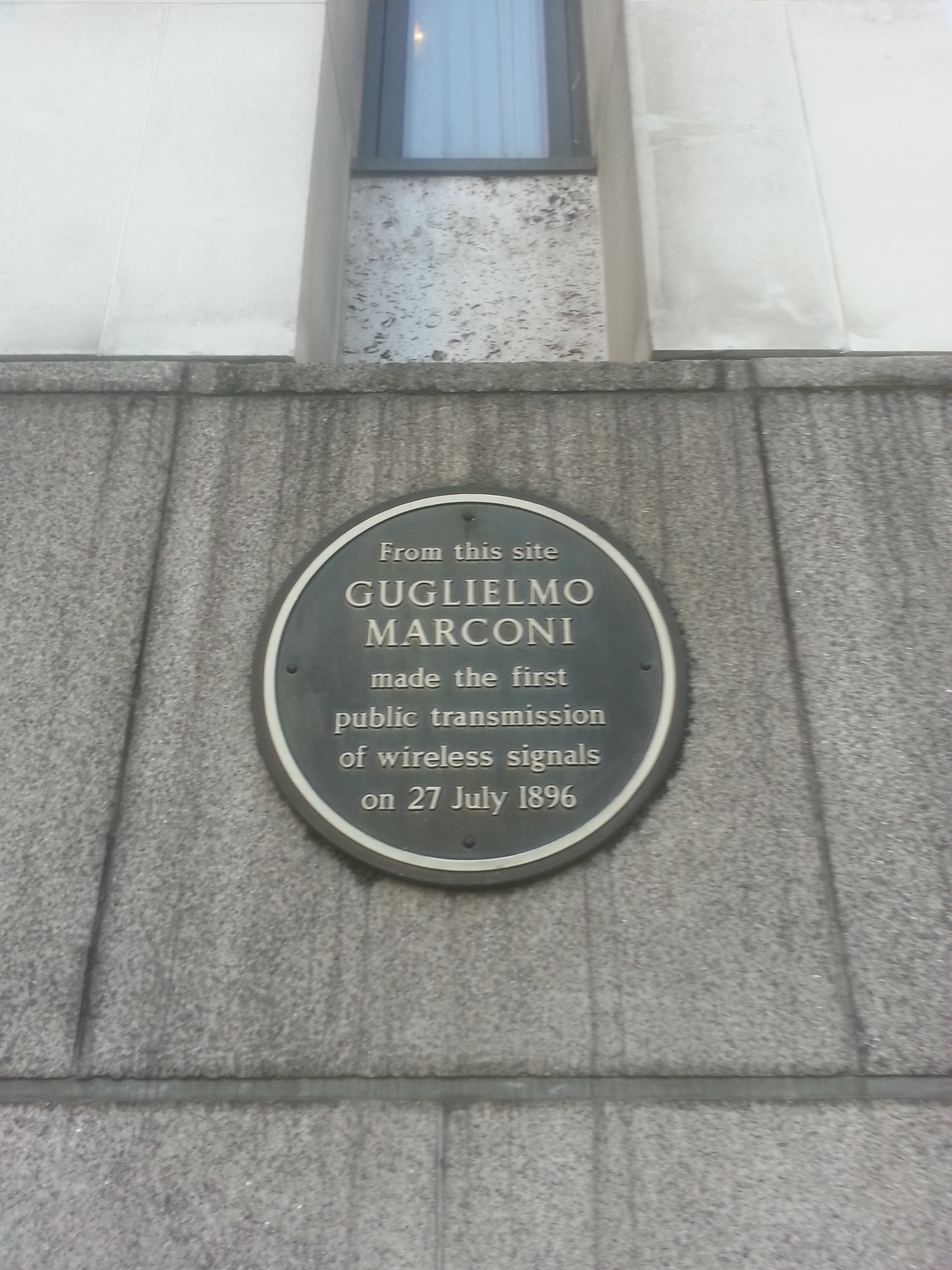
Plaque commémorative sur la façade du siège de British Telecom à Londres, commémorant la première transmission sans fil publique réalisée par Marconi le 27 juillet 1896.

À partir de 1897, l'Office américain des brevets lui délivre une trentaine de brevets sur la télégraphie sans fil (wireless telegraphy) et la radio. Nikola Tesla entreprend une action en justice à son encontre, lui reprochant d'avoir illégalement utilisé 17 de ses brevets.
Le 12 décembre 1901, Guglielmo Marconi réalise la première transmission radio transatlantique entre Signal Hill à Saint-Jean de Terre-Neuve (Canada) et Poldhu dans le sud du comté des Cornouailles (Angleterre), ce qui lui vaut le prix Nobel en 1909, partagé avec Karl Ferdinand Braun. Outre son caractère spectaculaire, cette expérience d'émission radio a permis de mettre en évidence les phénomènes de propagation à longue distance en basse et en moyenne fréquences par réflexion sur l’ionosphère.
En 1930, il est nommé à la tête de l'Académie royale d'Italie par Mussolini, dont, membre du Grand Conseil du fascisme, il est un fidèle soutien. Il déclara par ailleurs : « Je revendique l'honneur d'avoir été le premier fasciste en radiotélégraphie, le premier à reconnaître l'utilité de réunir en faisceau les rayons électriques, comme Mussolini a reconnu le premier dans le domaine politique la nécessité de réunir en faisceau les énergies saines du pays pour la grandeur de l'Italie ».
Marconi réalisa en 1931 la première transmission radiophonique de la voix d'un pape, Pie XI, et s'exprime ainsi au microphone : « Avec l'aide de Dieu, qui met à disposition de l'humanité tant de forces mystérieuses, j'ai réussi à préparer cet instrument qui donnera aux fidèles du monde entier la consolation d'entendre la voix du Saint-Père. »
Le 20 juillet 1937 Marconi meurt à Rome d'une attaque cardiaque.
Le 21 juin 1943, la Cour suprême des États-Unis invalide l'un des brevets sur la radio de Guglielmo Marconi.
Elle annule le brevet US 763772 accordé le 28 juin 1904 à Marconi pour « des améliorations apportées à une structure quadruple de récepteurs à haute-fréquence auto-accordables » pour des raisons d’antériorité de travaux ou de brevets de Tesla, Lodge et de Stone, notamment  le brevet no 645.576 de Nikola Tesla (déposé en 1897 et homologué le 20 mars 1900) et indique que le brevet de 1904 ne comportait aucune  innovation par rapport aux brevets précédents sur ce sujet,.

## Chronologie

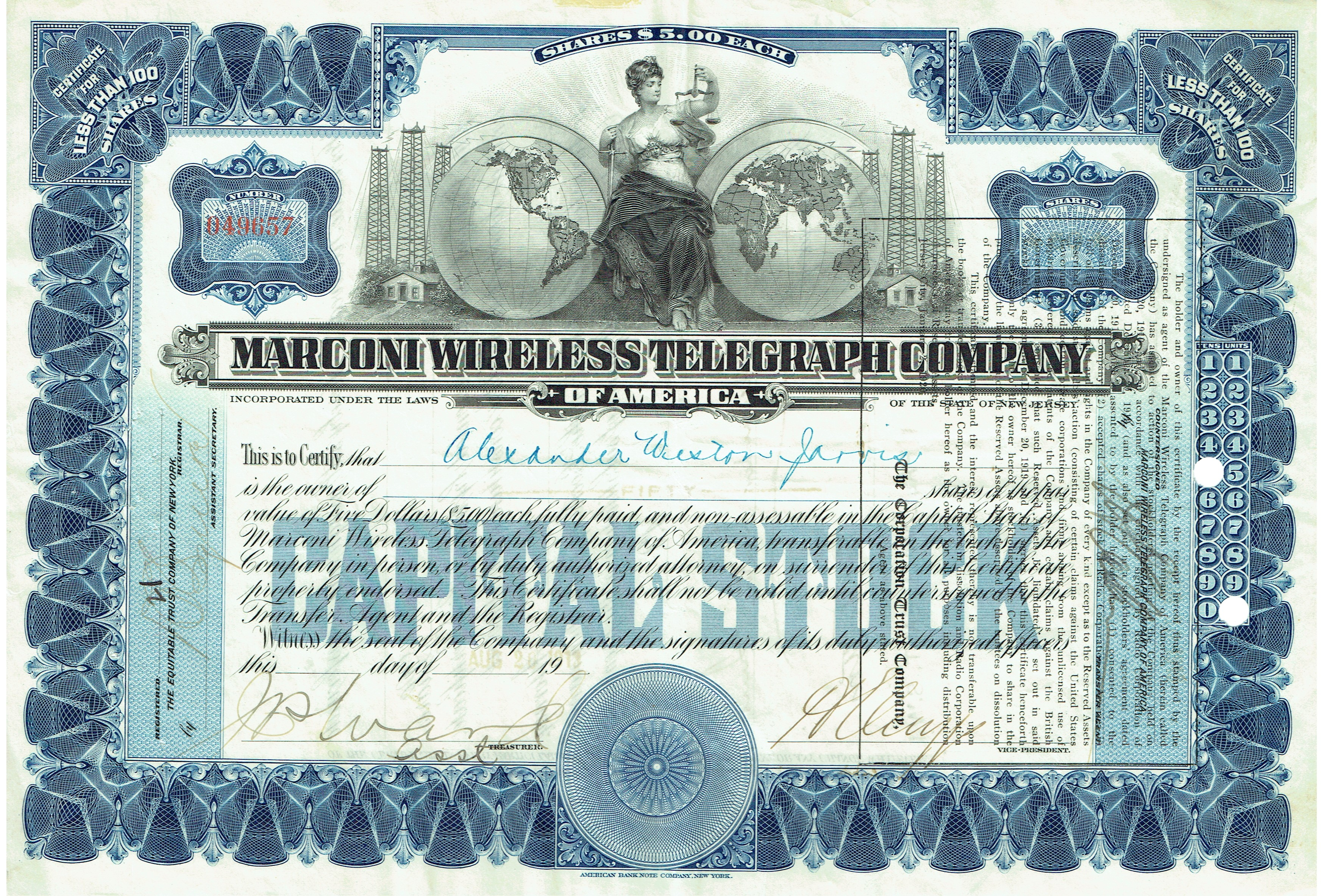
Action de la Marconi Wireless Telegraph Company of America en date du 20 août 1913

En mai 1897 a lieu la première communication en morse sur une distance de plus de 13 km entre Lavernock (Pays de Galles) et Brean (Angleterre) par-dessus le canal de Bristol. Le mois suivant, Marconi retourne en Italie où la marine royale italienne lui permet de réaliser des essais entre un émetteur fixe situé dans l'arsenal de San Bartolomeo à La Spezia (Italie) et un récepteur à bord du remorqueur San Martino. L'antenne utilisée avait 34 m de long. Une portée de 18 km fut atteinte. Il crée alors la société Wireless Telegraph and Signal Company. L'année suivante (1898), ouverture de la première usine de radios au monde, à Chelmsford, Angleterre. L'armée britannique commande à la Wireless Telegraph and Signal Company des équipements pour améliorer la communication de sa flotte. En 1899, première liaison transmanche par radio. Le message transmis est un télégramme d'hommage à Édouard Branly, inventeur du cohéreur, sans lequel cette liaison n'aurait pas été possible.

En 1900, il change le nom de sa société qui devient la Marconi Wireless Telegraph Company. Il dépose la même année le brevet no 7777 sur l'utilisation de circuits accordés permettant l'utilisation de plusieurs fréquences. L'année suivante (1901), communication par ondes radio entre la Corse et le continent. Le 12 décembre de la même année, première liaison transatlantique par télégraphie sans fil (TSF) entre Terre-Neuve (Canada) et Poldhu dans le sud du comté des Cornouailles (Angleterre), ce qui lui vaudra le prix Nobel de physique en 1909, partagé avec Ferdinand Braun. En 1902, il invente un détecteur magnétique. En 1903, il fait une démonstration de télégraphie sans fil à la Royal Institution, au cours de laquelle son rival Nevil Maskelyne « hacke »[pas clair] la performance. La même année, il crée la station radio-Maritime de la Pointe à la Renommée, en Gaspésie (Québec). En 1904, il expérimente la directivité des antennes et utilise la diode de Fleming en tant que détecteur. 

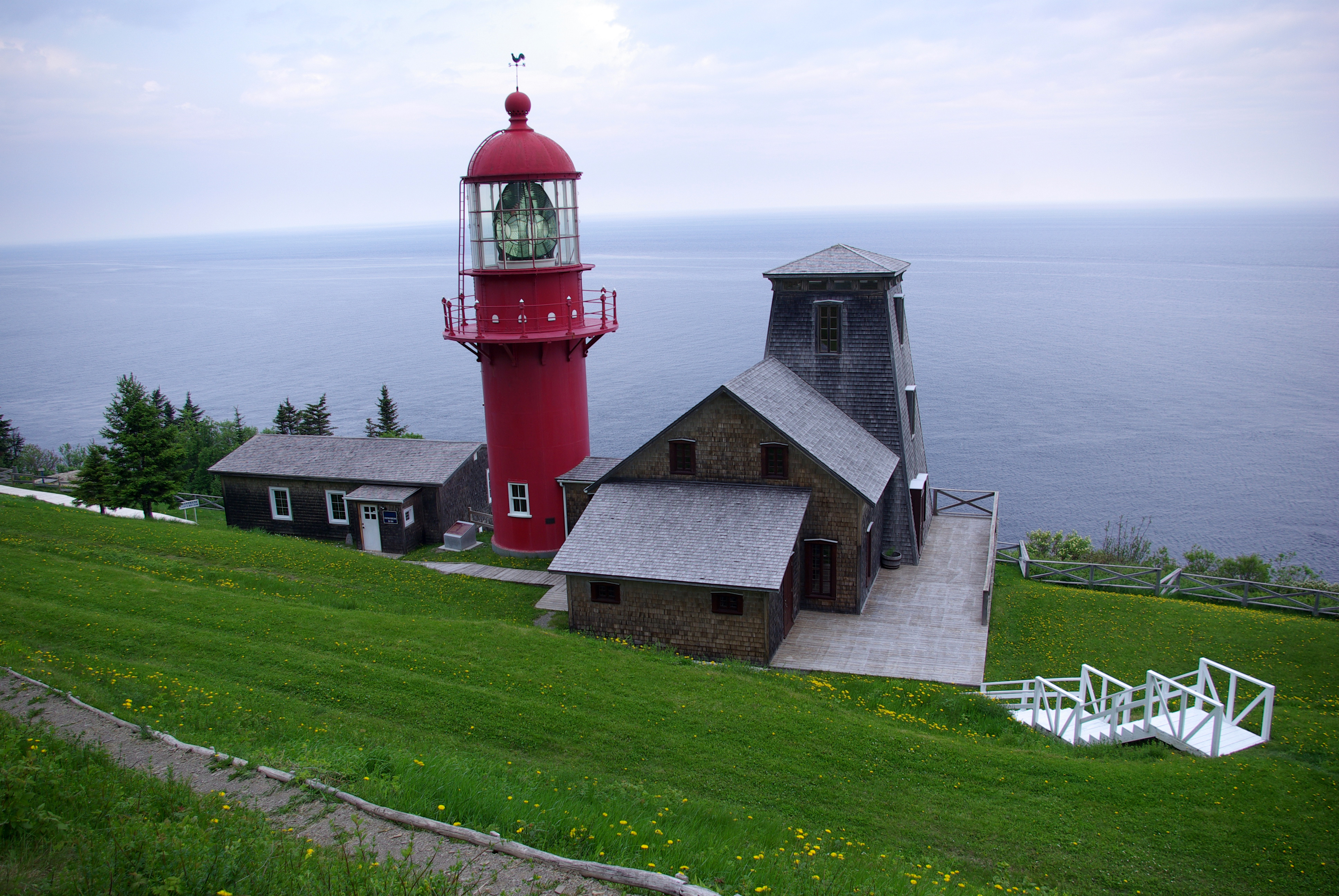
La station « Marconi », au Phare de Pointe-à-la-Renommée, près de l'Anse à Valleau en Gaspésie au Québec.

 En 1909, il reçoit le prix Nobel de physique avec Ferdinand Braun.
Le 15 avril 1912, naufrage du Titanic, comme l'écrit la presse de l'époque, « Tous ceux qui ont été sauvés l'ont été grâce à un homme, M. Marconi... et à sa merveilleuse invention ». En 1918, il reçoit la médaille Franklin pour l'application des ondes radio aux communications. Durant cette même période, il forme Jacques-Narcisse Cartier, un des pionniers de la radio en Amérique du Nord.
En 1920, il réussit la première émission radiophonique depuis Chelmsford, Angleterre. En 1922, premières émissions régulières radiophoniques au monde depuis Writtle, près de Chelmsford, Angleterre, tandis que la BBC est fondée par un consortium comprenant notamment Marconi. Deux ans plus tard (1924)  on assiste au développement des radiocommunications mondiales sur ondes courtes par réflexion sur les couches ionisées de la haute atmosphère (couches de Kennelly-Heaviside). L'année 1929, Marconi cède les brevets Velvet Tone à la Columbia britannique.
Trois ans après (1932), il met au point la radiotéléphonie sur ondes ultracourtes.

## Brevets

### Brevets britanniques
- Brevet britannique No 12039 (1897) "Improvements in Transmitting Electrical impulses and Signals, and in Apparatus therefor". Date d'application : 2 juin 1896 ; Complete Specification Left, 2 mars 1897 ; accepté, 2 juillet 1897
- Brevet britannique No 7777 (1900) "Improvements in Apparatus for Wireless Telegraphy". Date d'application : 26 avril 1900 ; Complete Specification Left, 25 février 1901 ; accepté, 13 avril 1901[25].
- Brevet britannique No 5113 (1904) "Improvements in Transmitters suitable for Wireless Telegraphy". Date d'application : 1er mars 1904 ; Complete Specification Left, 30 novembre 1904 ; accepté, 19 janvier août 1905.
- Brevet britannique No 21640 (1904) "Improvements in Apparatus for Wireless Telegraphy". Date d'application : 8 octobre 1904 ; Complete Specification Left, 6 juillet 1905 ; accepté, 10 août 1905.
- Brevet britannique No 14788 (1904) "Improvements in or relating to Wireless Telegraphy". Date d'application : 18 juillet 1905 ; Complete Specification Left, 23 janvier 1906 ; accepté, 10 mai 1906.

### Brevets américains
- (en) Brevet U.S. 586193 "Transmitting electrical signals", (using Ruhmkorff coil and Morse code key). Date de dépôt : 16 décembre 1896, date de publication :  13 juillet 1897 ;
- (en) Brevet U.S. 624516 "Apparatus employed in wireless telegraphy". Date de dépôt : 5 janvier 1899 ;
- (en) Brevet U.S. 627650 "Apparatus employed in wireless telegraphy". Date de dépôt : 5 janvier 1899 ;
- (en) Brevet U.S. 647007 "Apparatus employed in wireless telegraphy". Date de dépôt : 13 juin 1899 ;
- (en) Brevet U.S. 647008 "Apparatus employed in wireless telegraphy". Date de dépôt : 26 décembre 1899 ;
- (en) Brevet U.S. 647009 "Apparatus employed in wireless telegraphy". Date de dépôt : 26 décembre 1899 ;
- (en) Brevet U.S. 650109 "Apparatus employed in wireless telegraphy". Date de dépôt : 12 octobre 1899 ;
- (en) Brevet U.S. 650110 "Apparatus employed in wireless telegraphy". Date de dépôt : 28 décembre 1899 ;
- (en) Brevet U.S. 668315 "Receiver for electrical oscillations". Date de dépôt : 17 juillet 1900 ;
- (en) Brevet U.S. 676332 "Apparatus for wireless telegraphy". Date de dépôt : 23 février 1901 ;
- (en) Brevet U.S. RE11913 "Transmitting electrical impulses and signals and apparatus therefor". Date de dépôt : 1er avril 1901, date de publication : 4 juin 1901 ;
- (en) Brevet U.S. 757559 "Wireless telegraphy system". Date de dépôt :  19 novembre 1901 ;
- (en) Brevet U.S. 760463 "Wireless signaling system". Date de dépôt :  10 septembre 1903 ;
- (en) Brevet U.S. 763772 "Apparatus for wireless telegraphy" (quatre circuits haute-fréquence tuned ; cette innovation fut précédée par N. Tesla, O. Lodge et J. S. Stone). Date de dépôt : 10 novembre 1900, publié le 28 juin 1904 ;
- (en) Brevet U.S. 786132 "Wireless telegraphy". Date de dépôt : 13 octobre 1903 ;
- (en) Brevet U.S. 792528 "Wireless telegraphy". Date de dépôt : 13 octobre 1903 ;
- (en) Brevet U.S. 884986 "Wireless telegraphy". Date de dépôt : 28 novembre 1902 ;
- (en) Brevet U.S. 884987 "Wireless telegraphy". Date de dépôt : 2 février 1903 ;
- (en) Brevet U.S. 884988 "Detecting electrical oscillations". Date de dépôt : 2 février 1903 ;
- (en) Brevet U.S. 884989 "Wireless telegraphy". Date de dépôt	: 2 février 1903 ;
- (en) Brevet U.S. 924560 "Wireless signaling system". Date de dépôt : 9 août 1906 ;
- (en) Brevet U.S. 935381 "Transmitting apparatus for wireless telegraphy". Date de dépôt : 10 avril 1908 ;
- (en) Brevet U.S. 935382 "Apparatus for wireless telegraphy". Date de dépôt : 10 avril 1908 ;
- (en) Brevet U.S. 935383 "Apparatus for wireless telegraphy". Date de dépôt : 10 avril 1908 ;
- (en) Brevet U.S. 954640 "Apparatus for wireless telegraphy". Date de dépôt : 31 mars 1909 ;
- (en) Brevet U.S. 997308 "Transmitting apparatus for wireless telegraphy". Date de dépôt :  15 juillet 1910 ;
- (en) Brevet U.S. 1102990 "Means for generating alternating electric currents". Date de dépôt : 27 janvier 1914 ;
- (en) Brevet U.S. 1226099 "Transmitting apparatus for use in wireless telegraphy and telephony". Date de dépôt : 31 décembre 1913 ;
- (en) Brevet U.S. 1271190 "Wireless telegraph transmitter". Date de dépôt : 30 avril 1914 ;
- (en) Brevet U.S. 1377722 "Electric accumulator". Date de dépôt : 9 mars 1918 ;
- (en) Brevet U.S. 1148521 "Transmitter for wireless telegraphy". Date de dépôt : 20 juillet 1908; Date de publication : 3 août 1915 ;
- (en) Brevet U.S. 1981058 "Thermionic valve". Date de dépôt : 14 octobre 1926. Date de publication : 20 novembre 1934.

#### Bases de données et dictionnaires
- Ressources relatives à la recherche :   - The Academic Family Tree
  - Académie nationale des sciences
  - Bibliothèque interuniversitaire de santé
  - National Inventors Hall of Fame
  - Scopus
  - ZbMATH
- Ressources relatives à la musique :   - Carnegie Hall
  - Discography of American Historical Recordings
  - Discogs
  - MusicBrainz
- Ressources relatives à la vie publique :   - Chambre des députés
  - Sénat du royaume d'Italie
- Ressources relatives aux beaux-arts :   - British Museum
  - National Portrait Gallery
- Ressource relative à la santé :   - Bibliothèque interuniversitaire de santé
- Ressource relative à la bande dessinée :   - Comic Vine
- Notices dans des dictionnaires ou encyclopédies généralistes :   - Britannica
  - Brockhaus
  - Den Store Danske Encyklopædi
  - Deutsche Biographie
  - Dictionary of Irish Biography
  - Dizionario biografico degli italiani
  - Enciclopedia italiana
  - Enciclopedia De Agostini
  - Gran Enciclopèdia Catalana
  - Hrvatska Enciklopedija
  - Internetowa encyklopedia PWN
  - Nationalencyklopedin
  - Oxford Dictionary of National Biography
  - Store norske leksikon
  - Treccani
  - Universalis
  - Visuotinė lietuvių enciklopedija
- Notices d'autorité :   - VIAF
  - ISNI
  - BnF (données)
  - IdRef
  - LCCN
  - GND
  - Italie
  - Japon
  - CiNii
  - Espagne
  - Pays-Bas
  - Pologne
  - Israël
  - NUKAT
  - Catalogne
  - Suède
  - Vatican
  - Canada
  - WorldCat